# Young Wild West Cornered by Apaches
Young Wild West Cornered by Apaches è un cortometraggio muto del 1912 prodotto dalla Nestor. Il nome del regista non viene riportato nei credit del film.

## Produzione
Il film fu prodotto dalla Nestor Film Company.

## Distribuzione
Distribuito dall'Universal Film Manufacturing Company, il film - un cortometraggio di 275 metri - uscì nelle sale cinematografiche USA il 12 luglio 1912. Nel Regno Unito, venne distribuito dalla R. Prieur & Co. il 2 novembre 1912.
Nelle proiezioni, veniva programmato con il sistema dello split reel, accorpato in un'unica bobina con un altro cortometraggio prodotto dalla Nestor Film Company, il documentario Interesting San Diego.